# Трехизбинка
Трехизбинка — село в Камызякском районе Астраханской области России. Входит в состав Новотузуклейского сельсовета. Население — 203 человека (2012), 98 % из них — казахи (2002).

## География
Трехизбинка расположен в пределах Прикаспийской низменности в южной части Астраханской области, в дельте реки Волги и находится на острове, образованном реками Трехизбинка и Широкая, ериком Акузек.
Уличная сеть состоит из одного географического объекта: ул. Джамбула.
Климат
умеренный, резко континентальный, характеризуется высокими температурами летом и низкими — зимой, малым количеством осадков, а также большими годовыми и летними суточными амплитудами температуры воздуха.

## Население
| 2002 | 2010 | 2011 | 2012 |
| ---- | ---- | ---- | ---- |
| 195  | ↗199 | ↗208 | ↘203 |

Национальный и гендерный состав
По данным Всероссийской переписи в 2010 году, численность населения составляла 199 человек (102 мужчины и 97 женщин, 51,3 % и 48,7 % соответственно).
Согласно результатам переписи 2002 года, в национальной структуре населения казахи составляли 98 % от общей численности населения в 194 жителя.
| Национальность | Численность (2010) | Процент |
| -------------- | ------------------ | ------- |
| Казахи         | 162                | 83,9%   |
| Русские        | 26                 | 14,5%   |
| Не указана     | 5                  | 2,6%    |
| Всего          | 193                | 100%    |

## Инфраструктура
Основной род занятий — сельское хозяйство, рыболовство.

## Транспорт
Стоит на региональной автодороге «Бирюковка — Тишково» (идентификационный номер 12 ОП РЗ 12Н 039). Остановка общественного транспорта «Трехизбинка».
Просёлочные дороги. Водный транспорт.